# Rodičovský příspěvek
Rodičovský příspěvek (RP) je dávka státní sociální podpory, která je obvykle čerpána během rodičovské dovolené. Její výše se vypočítává z tzv. vyměřovacího základu rodiče, celkově nesmí měsíční výše příspěvku přesáhnout 70 % 30násobku denního vyměřovacího základu a zároveň celková výše vyčerpané dávky nesmí přesáhnout stanovenou částku. Ta je od 1. 1. 2024 ve výši 350 000 Kč (resp. 525 000 Kč v případě vícerčat). Rodičovský příspěvek je určen pro rodiče, který osobně celodenně a řádně pečuje o nejmladší dítě v rodině. V danou chvíli na ni má nárok vždy pouze jen jeden z rodičů, v jejím pobírání se však mohou střídat. Maximální počet měsíců čerpání v případě předchozího nároku na peněžitou podporu v mateřství je 31 měsíců. Minimální počet měsíců je dán podílem celkové částky a zvolené výše měsíční dávky. Podmínkou pro vyplacení dávky je trvalé bydliště v ČR. Žádost o vyplácení příspěvku rodič podává na odboru sociálních věcí úřadu práce, pod nějž svým bydlištěm spadá. Žádost o změnu výše rodičovského příspěvku může být podána maximálně jednou za 3 měsíce.
Na čerpání příspěvku mají nárok i rodiče vykonávající samostatně výdělečnou činnost, tzv. OSVČ. Jestliže je hrazeno dobrovolné nemocenské pojištění vzniká nárok i na peněžitou pomoc v mateřství. Pokud ovšem na ni rodič neměl nárok, může si o rodičovský příspěvek požádat již ode dne narození dítěte. V takovém případě si ale nemá možnost zvolit některou z variant a bude dávku automaticky čerpat ve tříleté variantě.
V době čerpání rodičovského příspěvku může rodič pracovat, ale musí přitom zajistit řádnou celodenní péči o dítě jiným způsobem, například pečuje jiná osoba, nebo chůva. Dítě mladší 2 let může navštěvovat zařízení pro děti (např. dětská skupina, dětské jesle nebo mateřská škola) maximálně 92 hodin měsíčně. Výjimky se vztahují pouze na situace, kdy je dítě určitým způsobem zdravotně postižené a v omezeném čase navštěvuje například léčebně rehabilitační zařízení nebo speciální mateřskou školu. U dětí starších 2 let se docházka nesleduje.

## Délka a výše rodičovského příspěvku
Délku a výši rodičovského příspěvku lze flexibilně měnit, za splnění podmínek, každé 3 měsíce. Maximální délka čerpání je od 1. 1. 2024 stanovená na 3 roky věku dítěte (či dětí, v případě vícerčat). Minimální délka je 7 měsíců.
Maximální výše měsíčního příspěvku se vypočítává z předchozího příjmu jednoho či druhého rodiče, bez ohledu na to, který rodič RP čerpá. Pro stanovení výše rodičovského příspěvku je rozhodující výše denního vyměřovacího základu pro stanovení peněžité pomoci v mateřství nebo nemocenské v souvislosti s porodem nebo převzetím dítěte podle zákona o nemocenském pojištění. Jestliže lze alespoň jednomu z rodičů v rodině stanovit k datu narození nejmladšího dítěte v rodině 70 % 30násobku denního vyměřovacího základu v částce převyšující 13 000 Kč, může rodič volit měsíční výši čerpání rodičovského příspěvku až do této výše.  Znamená to například, že výši RP pro matku lze stanovit na základě platu otce dítěte. Maximální částka byla pro děti narozené do konce roku 2023 zastropována na 49 440 Kč. Pro rok 2024 je nejkratší délka čerpání stanovena na 6 měsíců a maximální výše na 53 910 Kč.
Není-li doložen denní vyměřovací základ, nebo je výpočet pro RP nižší, než 13 000 Kč, lze žádat o měsíční příspěvek v maximální výši 13 000 Kč, resp. 19 500 u vícerčat.

## Historie[10]
Již v roce 1990 byl zaveden rodičovský příspěvek, a to do 3 let věku dítěte. V průběhu let se také vyvíjela možnost, jak tento příspěvek mohl získat otec dítěte - dřív byl určen výlučně matkám, stejně jako mateřská (dnes tzv. peněžitá podpora v mateřství). Měsíční příspěvek byl tehdy vyplácen ve stejné výši, výjimkou byli např. studenti či rodiče pečující o těžce zdravotně postižené dítě.
| Rok             | Výše měsíčního příspěvku |
| --------------- | ------------------------ |
| 1990            | 900 Kčs                  |
| 1992            | 1200 Kčs                 |
| 1993            | 1360 Kčs                 |
| 1994            | 1500 Kčs                 |
| změna v r. 1994 | 1740 Kč                  |

V roce 1995 bylo zavedeno, že lze rodičovský příspěvek lze čerpat až do 4 let věku dítěte. Výše se počítala ze životního minima rodiče. Z částky 1 848 Kč (v roce 1995) vyrostl na 3 696 Kč (r. 2006). Od 1. 1. 2007 se začala výše RP odvozovat od průměrné mzdy, a tedy stoupla na 7582 Kč.
V roce 2006 přišla další novela, která stanovila přesné dávky RP, namísto navázání na průměrnou mzdu či životní minimum, jako tomu bylo dříve. Od r. 2008 bylo možné čerpat RP ve třech výších a délkách - od 3 800 Kč do 11 400 Kč a v délce do 2. roku věku dítěte až do 4. roku věku dítěte. Celková částka byla buď 178, 216 nebo 235 tisíc Kč.
V roce 2012 došlo k další reformě:
- Maximální celková částka byla stanovena na 220 000 Kč, resp. 330 000 Kč u vícerčat.
- U dětí starších dvou let se nesleduje docházka do školky či jeslí, není tedy omezena.
- Rodič může bez omezení pracovat, péči o dítě do 2 let věku ale přebírá jiná osoba (příbuzný, chůva, atp.). Předškolní zařízení může dítě navštěvovat max. 46 h měsíčně.
- Minimální příspěvek je 50 Kč, maximální 11 500.
- Nejkratší doba čerpání je 19 měsíců.
- Výpočet se odvíjí od vyměřovacího základu - maximum je stanoveno na 70 % jeho 30násobku.
- Pokud žádnému z rodičů dítěte nevznikl nárok na peněžitou pomoc v mateřství (PPM), délka a výše pobírání je stanovena fixně: 7 600 Kč po dobu 9 měsíců, do 4 let věku dítěte pak 3 800 Kč.

1. 1. 2018 začala platit novela, která stanovila změny oproti předchozímu stavu:
- Celou částku je možné vybrat již během 6 měsíců. Strop pro výši měsíčního příspěvku je výpočet PPM - tato je zastropována na 34 470 Kč.
- Nárok na PPM může uplatnit kterýkoliv z rodičů.
- Pokud ani jeden rodič nemá nárok na PPM, může si stanovit výši čerpání až na 7 600 Kč měsíčně, až do okamžiku vyčerpání celé částky.
- Rodiče vícerčat mají nejvyšší měsíční dávku zastropovanou na 1,5násobku maxima pro rodiče jednoho novorozeného dítěte.
- Pěstouni na přechodnou dobu (tzv. profesionální pěstouni) přijdou o nárok na rodičovský příspěvek.

V roce 2020 byla celková částka zvýšena na 300 tisíc Kč, pro rodiny s vícerčaty pak na 450 000 Kč.
V roce 2024 došlo k dalším změnám:
- Celková výše RP se stanoví na 350 000 Kč, resp. 525 000 Kč u vícerčat.
- RP se čerpá maximálně do 3 let věku dítěte.
- Pokud se před 3. narozeninami dítěte narodí mladší sourozenec, je možné zbylou částku vyčerpat jednorázově.
- Maximální výše měsíčního příspěvku je 53 910 Kč.